# Минская группа ОБСЕ
Минская группа ОБСЕ (англ. The OSCE Minsk Group) — группа стран-членов ОБСЕ, возглавляющая поиск путей мирного урегулирования Карабахского конфликта.
Сопредседателями Минской группы являются Россия, США и Франция. Кроме них в состав Минской группы входят Республика Беларусь, Германия, Италия, Турция, Финляндия и Швеция, а также Азербайджан и Армения.
Сопредседатели Минской группы (по данным на 2021 год):
- Игорь Ховаев (Россия) — с 29 июля 2021, сменил Игоря Попова, (2010—2021)[2];
- Стефан Висконти (Франция) — с октября 2016, сменил Пьера Андрие (июнь 2014 — октябрь 2016);
- Эндрю Шефер (США) — с 28 августа 2017, сменил Джеймса Уорлика (6 августа 2013 — 28 августа 2017).

С 2022 года Минская группа ОБСЕ практически полностью утратила функцию международного посредника по Карабахскому конфликту и не осуществляет какой-либо деятельности. Причиной этого стала невозможность сотрудничества между сопредседателями группы с началом геополитических разногласий между ними, а также признание премьер-министром Армении Николом Пашиняном Нагорного Карабаха частью Азербайджана. Официальные лица России и независимые эксперты с начала 2025 года открыто заявляют, что группа де-факто распущена, а её дальнейшее возобновление не рассматривается как реалистичный сценарий. Ряд членов ОБСЕ и региональные эксперты констатируют: группа полностью утратила какой-либо предмет для своей деятельности и перспектива её возрождения отсутствует.

## Карабахский конфликт
Межобщинный конфликт между азербайджанцами и армянами, имеющий давние исторические и культурные корни, приобрёл новую остроту в годы советской перестройки (1987—1988), на фоне резкого подъёма национальных движений в Армении и Азербайджане. К концу 1988 года в этот конфликт оказались вовлечены большинство жителей обеих республик, и он фактически перерос рамки локальной проблемы Нагорного Карабаха, превратившись в «открытую межнациональную конфронтацию».
10 декабря 1991 года в самопровозглашённой НКР прошёл референдум о независимости, который бойкотировало местное азербайджанское меньшинство. Тогда же прошли выборы в Верховный Совет НКР. Межнациональная конфронтация привела к масштабным военным действиям за контроль над Нагорным Карабахом и некоторыми прилегающими территориями.

## Возникновение Минской группы
30 января 1992 года Армения и Азербайджан, получившие с распадом СССР самостоятельность, присоединились к работе Совещания по безопасности и сотрудничеству в Европе (СБСЕ, с 1 января 1995 года — Организация по безопасности и сотрудничеству в Европе, или ОБСЕ), что создало возможность для подключения этой международной организации к поиску мирных путей разрешения конфликта в Нагорном Карабахе.
30-31 января 1992 года Совет министров иностранных дел ОБСЕ на парижской встрече принял решение направить своих докладчиков в зону Карабахского конфликта. По завершении этой миссии, 28 февраля, Комитет старших должностных лиц СБСЕ (КСДЛ — Committee of Senior Officials) на внеочередном заседании потребовал от сторон конфликта немедленно прекратить огонь, а также потребовал от всех участников СБСЕ ввести эмбарго на снабжение конфликтующих сторон оружием, поручив Центру предотвращения конфликтов предпринять шаги, направленные на «диалог между сторонами конфликта — представителями азербайджанского, армянского населения и местных властей НК».
В связи с тем, что военные действия продолжились, указанные меры не удалось осуществить. В марте Азербайджан обратился в КСДЛ с просьбой созвать ещё одно внеочередное заседание. По итогам заседания, прошедшего 13 марта, КСДЛ обратился к Совету СБСЕ, порекомендовав Действующему председателю как можно скорее созвать под эгидой СБСЕ конференцию по Карабаху.
24 марта 1992 года состоялось внеочередное заседание Совета СБСЕ (в составе министров иностранных дел), на котором была подчёркнута необходимость активизации усилий СБСЕ в процессе карабахского урегулирования. Действующему председателю СБСЕ — министру иностранных дел Чехословакии Иржи Динстбиру — было поручено совершить визит в регион с целью установить эффективное перемирие и сформировать формат разработки мирного соглашения. Было решено созвать как можно скорее конференцию по Нагорному Карабаху, которая «обеспечит постоянно действующий форум для переговоров с целью мирного урегулирования кризиса на основе принципов, обязательств и положений СБСЕ».
По решению Совета, в её работе должны были участвовать представители Азербайджана, Армении, Белоруссии, Германии, Италии, России, США, Турции, Франции, Чешской и Словацкой Федеративной Республики и Швеции, а в качестве заинтересованных сторон — «избранные и другие представители Нагорного Карабаха». Конференцию было решено созвать 21 июня 1992 года в Минске, который после формирования СНГ считался его неформальной столицей.
Однако ряд обстоятельств (дестабилизация сторонниками Народного фронта обстановки в Азербайджане, прорыв блокады Степанакерта и взятие Шуши под контроль вооружённых сил Нагорного Карабаха, а также успешное наступление азербайджанской армии в июне-июле 1992 года, вызвавшее надежды Азербайджана на победу в войне) привёл к срыву конференции. Дальнейшая работа СБСЕ (ОБСЕ) по Карабахскому конфликту продолжилась в рамках рабочей Минской группы (МГ) в составе 11 стран — участников несостоявшегося международного форума. Начались так называемые промежуточные конференции — с целью установить мир. Первая встреча Минской группы состоялась 1 июня 1992 года в Риме. Там была сделана попытка преодолеть существующие разногласия и обозначить условия будущего мира. В течение лета 1992 года в Риме было организовано пять подобных встреч — однако без существенного результата. Основным предметом обсуждения этих встреч был вопрос статуса представителей Нагорного Карабаха в Минской группе.
Согласно Хельсинкскому документу, право участия на переговорах имели «избранные и другие представители Нагорного Карабаха», однако эта формулировка не давала возможности уточнить статус этих представителей в переговорном процессе. Последняя из встреч в Риме состоялась в сентябре 1992 года и носила неформальный характер, и на ней вновь стороны не смогли уточнить вопрос о статусе представителей Карабаха. В связи с этим Минская группа была вынуждена работать как группа, не имеющая права на официальные решения. Предполагалось, что когда стороны достигнут согласия, группа провозгласит себя в качестве официальной (уточнив также статус представителей Нагорного Карабаха в переговорном процессе) и закрепит окончательное соглашение. По этой логике работа группы продолжилась и дальше.
В середине 1993 года для повышения эффективности работы МГ ОБСЕ представители государств с небольшим политическим весом и ограниченным влиянием на обе стороны конфликта были выведены из состава посредников, которые продолжили непосредственное участие в переговорном процессе. Тем не менее, именно России, которая всё ещё имела значительное влияние на Азербайджан и Армению, удалось подвести все вовлечённые в конфликт стороны — Армению, Азербайджан и самопровозглашённую Нагорно-Карабахскую Республику — к подписанию соглашения о прекращении огня, которое было подготовлено 4-5 мая 1994 года в Бишкеке по инициативе Межпарламентской ассамблеи стран СНГ. 

## Организационное оформление усилий по урегулированию конфликта
В декабре 1994 года на Будапештской встрече глав государств и правительств государств-участников СБСЕ был определён мандат Минской группы. Решением саммита с целью наращивания усилий по урегулированию конфликта была учреждена Группа планирования высокого уровня (ГПВУ — англ. OSCE high-level planning group) с неограниченным по срокам мандатом. Группа призвана представлять Действующему председателю ОБСЕ рекомендации по разработке плана создания, определению структуры и деятельности многонациональных миротворческих сил ОБСЕ для Нагорного Карабаха, а также рекомендации по таким вопросам, как численность и параметры этих сил, структуры командования и управления ими, материально-техническое обеспечение, выделение контингентов и ресурсов, правила проведения операций и договоренности с участвующими в таких силах государствами. ГПВУ формируется из военных специалистов, направляемых в порядке прикомандирования государствами-участниками ОБСЕ, а также включает гражданский персонал.
В 1995 году Действующий председатель ОБСЕ назначил своего личного представителя по конфликту, являющемуся предметом рассмотрения будущей Минской конференции. С июля 1996 года этот пост занимает посол Анджей Каспржик. Бюро личного представителя, базирующееся в Тбилиси и имеющее также небольшой штат в Баку, Ереване и Нагорном Карабахе, поддерживает контакты с политическими и военными кругами на всех уровнях. Информация, полученная в ходе таких контактов, направляется Действующему председателю, чтобы держать его в курсе всего происходящего в связи с конфликтом. Бюро служит посредником между сторонами и выступает в роли координатора мероприятий, организуемых на уровнях ниже президентского. Бюро осуществляет регулярный мониторинг выполнения соглашения о прекращении огня. Бюро работает в контакте с Международным комитетом Красного Креста, Верховным комиссаром ООН по делам беженцев, другими международными организациями.
Тогда же было решено использовать институт сопредседательства. В 1996 году представитель России получил статус постоянного председателя в Минской группе, через год Франция стала сопредседателем группы. И наконец, третьим сопредседателем стал представитель США. Ныне действующий формат МГ ОБСЕ — тройка постоянных сопредседателей в составе представителей России, США и Франции — окончательно сформировался в 1997 году.

## «Мадридские принципы»
За период с 1992 по 2005 год Минская группа ОБСЕ представила конфликтующим сторонам три различных предложения в качестве основы для переговоров, что, однако, так и не привело к взаимоприемлемому компромиссу, но на долгие годы позволило «заморозить» ситуацию.
Только в 1997 году конфликтующим сторонам были предложены два варианта урегулирования — пакетный и поэтапный. Первый из них был отклонён Азербайджаном, второй — НКР. Более того, согласие Армении на этот вариант урегулирования стало причиной смены власти в Армении. Посредники поспешили представить новое предложение по урегулированию, и когда оно было отвергнуто Азербайджаном, переговорный процесс зашел в тупик. Минской группе ОБСЕ за всё это время удалось выполнить лишь одну из своих функций, а именно обеспечение постоянного форума для переговоров по мирному разрешению кризиса.
Ещё одной попыткой достичь согласия между сторонами была встреча в Ки-Уэсте (США) в 2001 году. Пакет предложений, обсуждённых президентом Армении Робертом Кочаряным и президентом Азербайджана Гейдаром Алиевым, так и не был обнародован. После Ки-Уэста в переговорах наметился длительный перерыв. На 2003 год и в Армении, и в Азербайджане были намечены президентские выборы. После выборов Минская группа вновь активизировала свои усилия. С целью выхода из тупика посредники стали предлагать новые подходы.
С 2005 года на обсуждение был вынесен четвёртый, «смешанный» («пакетно-поэтапный») план, которым предполагалось предварительное согласование основных принципов урегулирования.
Предварительная версия принципов урегулирования конфликта, названных впоследствии «Мадридскими», была передана конфликтующим сторонам в ноябре 2007 года в Мадриде.
14 марта 2008 года Генеральная Ассамблея ООН приняла резолюцию с требованием «немедленного, полного и безоговорочного вывода всех армянских сил со всех оккупированных территорий Азербайджанской Республики» при 39 голосах за, 7 против и 100 воздержавшихся. Страны-сопредседатели Минской группы (США, Россия, Франция) высказались против принятия этой резолюции, поскольку она, по их мнению, носит односторонний характер. Однако они указали, что, несмотря на своё голосование по этому документу, они поддерживают территориальную целостность Азербайджана.
В ноябре 2008 года при посредничестве президента РФ Дмитрия Медведева состоялась встреча президентов Армении и Азербайджана. По её итогам была подписана так называемая Майендорфская декларация, в которой стороны заявили, что будут «способствовать оздоровлению ситуации на Южном Кавказе и обеспечению установления в регионе обстановки стабильности и безопасности путём политического урегулирования нагорно-карабахского конфликта на основе принципов и норм международного права…».
Вскоре после этого президент Ильхам Алиев, однако, фактически денонсировал эти договорённости, заявив, что «в декларации никто не сможет найти обязательство Азербайджана о воздержании от военного пути разрешения конфликта и поэтому, надеясь на политическое урегулирование, мы в то же время всегда должны быть готовы к любым мерам, и здесь военный путь не является, и никогда не был, исключением».
10 июля 2009 года в заявлении глав государств-сопредседателей Минской группы ОБСЕ, сделанном в итальянском городе Л’Акуила, были обнародованы основные положения обновлённой версии «Мадридских принципов»:
«Министры США, Франции и России представили предварительный вариант основных принципов урегулирования Армении и Азербайджану в ноябре 2007 года в Мадриде. Основные принципы отражают разумный компромисс, основанный на принципах Хельсинкского Заключительного акта о неприменении силы, территориальной целостности, равноправии и самоопределении народов. Эти принципы предусматривают, в частности:
- возвращение территорий вокруг Нагорного Карабаха под контроль Азербайджана;
- предоставление Нагорному Карабаху временного статуса, гарантирующего его безопасность и самоуправление;
- открытие коридора между Арменией и Нагорным Карабахом;
- определение в будущем окончательного правового статуса Нагорного Карабаха на основе юридически обязательного волеизъявления;
- обеспечение права всех внутренне перемещённых лиц и беженцев на возвращение в места их прежнего проживания;
- международные гарантии безопасности, включающие операцию по поддержанию мира»[8].

После того, как в декабре 2009 — январе 2010 годов сопредседатели Минской группы передали текст «Мадридских принципов» президентам Азербайджана и Армении, начался многомесячный процесс их изучения и оценки, при этом каждая из сторон заявляла о том, что её устраивает лишь часть предлагаемых шагов.
Россия как сопредседатель Минской группы предпринимала и самостоятельные усилия в формате регулярных трёхсторонних встреч президентов России, Армении и Азербайджана. Одна из таких встреч состоялась 27 октября 2010 года в Астрахани.
5 марта 2011 года очередная встреча президентов России, Армении и Азербайджана в Сочи не принесла никаких сенсаций. По итогам переговоров лидеры трёх стран приняли совместное заявление по нагорно-карабахскому урегулированию. В нём отмечалось, что, рассмотрев комплекс вопросов по практической реализации трёхстороннего заявления, принятого во время прошлой встречи в Астрахани, стороны также договорились о том, чтобы, в частности, «завершить в кратчайшие сроки обмен военнопленными» и «стремиться решать все спорные вопросы мирными средствами и проводить расследование возможных инцидентов вдоль линии прекращения огня с участием сторон под эгидой сопредседателей Минской группы ОБСЕ при содействии специального представителя действующего председателя ОБСЕ». 17 марта стороны провели обмен пленными.
Предполагалось, что 24 июня 2011 года в Казани во время очередной трёхсторонней встречи стороны придут к согласию вокруг основных пунктов будущего мирного соглашения в рамках «Мадридских принципов», однако соглашение так и не было достигнуто в связи с тем, что Азербайджан потребовал внести многочисленные изменения в согласованный документ.
В октябре 2011 года сопредседатели Минской группы выступили с заявлением после переговоров с президентами Алиевым и Саркисяном о том, что два президента в принципе согласовали некоторые процедуры расследования пограничных инцидентов, которые президенты призвали разработать на встрече в Сочи в марте 2011 года. Призыв к завершению этих процедур был сделан на заседании Совета министров ОБСЕ в Вильнюсе в начале декабря 2011 года. Перед запланированной встречей президентов Армении и Азербайджана в Сочи, Россия, 23 января 2012 года, президент Алиев заявил, что переговорный процесс не будет идти о недопущении войны.

## Минская группа и обострение ситуации на линии соприкосновения сторон в апреле 2016 года
В начале апреля 2016 года на линии соприкосновения в Нагорном Карабахе между азербайджанскими и армянскими силами произошли вооружённые столкновения, которые привели к многочисленным жертвам с обеих сторон.
Урегулирование конфликта произошло благодаря активному военно-дипломатическому вмешательству России. В то же время, было сделано несколько публичных заявлений о сохраняющейся роли Минской группы.
Глава МИД РФ Сергей Лавров 4 апреля заявил на пресс-конференции в Москве, что Россия не считает целесообразным изменять формат Минской группы ОБСЕ по Карабаху и «пытаться подрывать роль сопредседателей Минской группы ОБСЕ».
Находясь с визитом в Баку, премьер-министр России Дмитрий Медведев заявил, что «конфликт в Нагорном Карабахе давний, механизмы и форматы его решения есть, создавать что-то новое сейчас опасно, надо вернуться за тот стол переговоров, который создавался последние 20 лет». В ходе визита в Германию президента Армении Сержа Саргсяна канцлер ФРГ Ангела Меркель заявила, что «Германия как председатель ОБСЕ собирается особым образом поддерживать Минскую группу, которая несёт ответственность за урегулирование этого конфликта». Наконец, глава МИД России Сергей Лавров, обсуждавший в Москве эскалацию конфликта с министром иностранных дел Армении Эдвардом Налбандяном, отметил важность соблюдения договорённости о прекращении огня и исключения повторения подобной ситуации, создания условий для продолжения переговоров в формате МГ ОБСЕ
2 апреля «тройка» сопредседателей Минской группы выступила с заявлением, в котором осудила применение силы в зоне конфликта и призвала стороны прекратить стрельбу, а также принять все необходимые меры для стабилизации ситуации на местах.
Посетив позднее зону конфликта, сопредседатели Минской группы заявили, что ключевыми принципами урегулирования конфликта в Нагорном Карабахе являются неиспользование силы, право народа на самоопределение и территориальная целостность. При этом мандат МГ не подразумевает расследование обстоятельств возобновления боевых действий в зоне конфликта, отметили сопредседатели.

## Деятельность Минской группы после Второй карабахской войны
Осенью 2020 года развернулась Вторая карабахская война между Арменией и Азербайджаном. Минская группа выступала с призывами к гуманитарному перемирию, принимала участие в инициировании временных соглашений о прекращении огня, а сопредседатели предлагали обмен пленными и телами погибших. Однако долгосрочных результатов Минская группа не добилась, а военные действия продолжались. 10 ноября 2020 года было опубликовано совместное трехстороннее заявление президента Азербайджана, премьер-министра Армении и президента России о полном прекращении всех военных действий в зоне нагорно-карабахского конфликта. По соглашению о прекращении огня в регион были введены российские миротворцы. 
В январе 2021 года в Москве состоялась встреча лидеров России, Азербайджана и Армении, после которой приняты новые договоренности по Карабаху, предусматривающие развитие инфраструктуры и экономических связей. Роль Минской группы на практике осталась минимальной, основная роль медиатора легла на Россию. 
После Второй карабахской войны официальный Азербайджан отказывается вести какие-либо переговоры при посредничестве МГ ОБСЕ. 
С началом конфликта между Россией и Западом (после событий февраля 2022 года), Франция и США объявили о прекращении контактов с российским сопредседателем, фактически заморозив формат.
После полного восстановления контроля над Нагорным Карабахом в 2023 году Азербайджан полностью отказался от взаимодействия с Минской группой. С этого момента группа становится предметом критики как "остаточный" и неработающий формат, создающий ложные ожидания и мешающий конструктивному диалогу. Роспуск Минской группы ОБСЕ является одним из условий армяно-азербайджанского мирного урегулирования. В 2025 году премьер-министр Армении Никол Пашинян выразил согласие на роспуск группы, между сторонами идет обсуждение необходимости формального голосования в ОБСЕ о юридическом роспуске этого формата.
В январе 2025 года Мария Захарова (МИД России) публично подтвердила окончание эпохи Минской группы и отсутствие возможностей для её восстановления. Эксперты отмечают: группа де-факто не существует и нет ни одного признака возможностей возобновления ее работы.

## Критика Минской группы ОБСЕ
В большинстве аналитических публикаций и выступлениях экспертов подчёркивается, что за 30 лет работы группа не достигла никаких значимых результатов. Азербайджан и Турция обвиняли Минскую группу в поддержании невыгодного для Баку статус-кво, сложившегося после первой войны 1990-х годов, и в нежелании способствовать его изменению .

## Совместное заявление о роспуске Минской группы ОБСЕ
8 августа 2025 года представители Азербайджана и Армении, при посредничестве президента США Дональда Трампа, парафировали согласованный текст будущего Соглашения об установлении мира и межгосударственных отношений, взяв на себя обязательство завершить и ратифицировать полное мирное соглашение. В рамках указанной встречи, главы МИД Азербайджана и Армении, в присутствии президента Азербайджана и Премьер министра Армении подписали совместное обращение к ОБСЕ о роспуске Минской группы и связанных с ней структур. Одновременно была подписана Совместная Декларация Президента Азербайджанской Республики и Премьер-министра Республики Армения относительно встречи в городе Вашингтон Соединенных Штатов Америки, в п.2 которого говориться: 
2. Мы также стали свидетелями подписания совместного обращения министров иностранных дел Азербайджанской Республики и Республики Армения к Организации по безопасности и сотрудничеству в Европе (ОБСЕ) о закрытии Минского процесса ОБСЕ и связанных с ним структур. Мы призываем все государства-участники ОБСЕ принять это решение;".
ОБСЕ приветствовала Совместное заявление от 8 августа 2025 г., заявив, что готова выполнить свою задачу по реализации соглашения. 
Франция поддержала призыв к роспуску структур Минской группы ОБСЕ.